# Lenka (Vorname)
Lenka ist ein weiblicher Vorname.

## Herkunft und Bedeutung
Lenka ist die tschechische und sorbische Verkleinerungsform von Magdalena oder Helene/Jelena (russisch) sowie die serbische Verkleinerungsform von Lena. In der Tschechischen Republik ist es der siebthäufigste weibliche Vorname. Im Sorbischen wird der Name meist Leńka geschrieben.

## Namensträgerinnen
- Lenka (* 1978), Künstlername von Lenka Kripac, australische Sängerin
- Lenka Chytilová (* 1952), tschechische Dichterin
- Lenka Çuko (* 1938), albanische Politikerin
- Lenka Dienstbach-Wech (* 1976), deutsche Ruderin
- Lenka Faltusová (* 1979), tschechische Sportlerin
- Lenka Gazdíková (* 1986), slowakische Fußballnationalspielerin
- Lenka Hašková (1923–2016), tschechoslowakische Schriftstellerin
- Lenka Hlávková (1974–2023), tschechische Musikwissenschaftlerin
- Lenka Jiroušková (* 1971), tschechische Mittellateinerin
- Lenka von Koerber (1888–1958), deutsche Journalistin und Schriftstellerin
- Lenka Kotková (* 1973), tschechische Astronomin
- Lenka Lanczová (* 1964), tschechische Schriftstellerin
- Lenka Mravíková (* 1987), slowakische Fußballnationalspielerin
- Lenka Ptáčníková (* 1976), tschechisch-isländische Schachgroßmeisterin
- Lenka Reinerová (1916–2008), tschechische Schriftstellerin und Journalistin
- Lenka Tvarošková (* 1982), slowakische Tennisspielerin